# 이와쿠라역 (야마구치현)
이와쿠라역(일본어: 岩倉駅)은 일본 야마구치현 야마구치시에 위치한 서일본 여객철도 우베 선의 철도역이다. 단선 승강장 1면 1선의 구조를 갖춘 지상역이다.

## 이용 현황
| 승차 인원 추이 | 승차 인원 추이 |
| 연도           | 1일 평균       |
| -------------- | -------------- |
| 1999           | 61             |
| 2000           | 58             |
| 2001           | 55             |
| 2002           | 43             |
| 2003           | 40             |
| 2004           | 36             |
| 2005           | 33             |
| 2006           | 41             |
| 2007           | 42             |
| 2008           | 36             |
| 2009           | 32             |
| 2010           | 32             |
| 2011           | 44             |
| 2012           | 36             |
| 2013           | 34             |
| 2014           | 34             |

## 역 주변
- 국도 제190호선

## 역사
- 1925년 3월 26일 : 우베 철도의 오고리 역(현 신야마구치역) - 혼아지스 역 간 연장에 의해 이와쿠라 정류장으로 개설.
- 1943년 5월 1일 : 우베 철도 국유화. 국유 철도 우베히가시 선의 역이 됨.
- 1953년 8월 15일 : 일본국유철도 우베 선의 역으로서, 이와쿠라역이 현재 위치로 개업함.
- 1987년 4월 1일 : 일본국유철도 분할 민영화에 의해, 서일본 여객철도가 승계.

## 인접 역
| 서일본 여객철도 우베 선    | 서일본 여객철도 우베 선 | 서일본 여객철도 우베 선 |
| -------------------------- | ----------------------- | ----------------------- |
| 스오사야마 신야마구치 방면 | ■ 우베 선               | 아지스 우베 방면        |